# Sailaja Pujari
Sailaja Pujari (* 12. Juni 1982) ist eine ehemalige indische Gewichtheberin.

## Karriere
Pujari gewann bei den Commonwealth Games 2002 die Goldmedaille in der Klasse bis 75 kg. Bei den Asienspielen im selben Jahr wurde sie Fünfte. 2005 gewann sie bei den Asienmeisterschaften Silber und erreichte bei den Weltmeisterschaften den neunten Platz. Kurz vor den Commonwealth Games 2006 wurde sie bei einer Dopingkontrolle positiv getestet und für zwei Jahre gesperrt. Danach erreichte Pujari bei den Asienmeisterschaften 2008 den fünften Platz. 2009 wurde sie bei einer Trainingskontrolle positiv auf Stanozolol getestet und lebenslang gesperrt.